# Національна Федерація змішаних єдиноборств ММА України
Національна Федерація змішаних єдиноборств ММА України (англ. National MMA Federation of Ukraine) — всеукраїнська громадська спортивна організація, метою діяльності якої є популяризація та розвиток змішаних єдиноборств ММА в Україні.
Національна Федерація змішаних єдиноборств ММА України є членом Всесвітньої об'єднаної Федерації ММА IMMAF/WMMAA (International Mixed Martial Arts Federation (IMMAF))

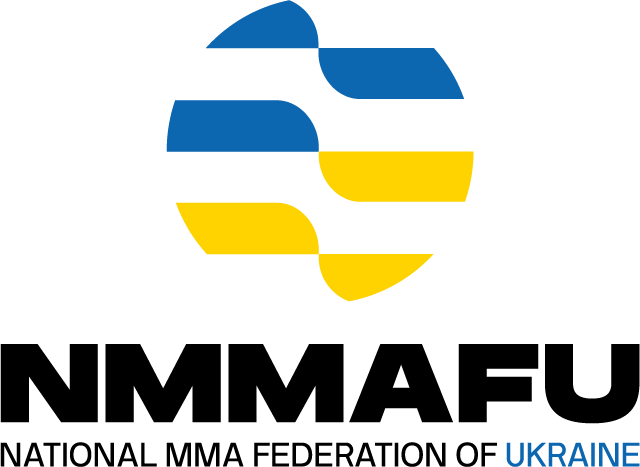

Прес-конференція "Презентація Всесвітньої об'єднаної федерації ММА" у Міністерстві молоді та спорту (30 листопада 2018 р.)"

## Регіональні представництва
Практично в кожній області України є керівник обласного підрозділу Національної Федерації змішаних єдиноборств ММА. 
Список регіональних керівників

## Керівництво
- Президент — Самойленко Сергій Семенович
- Почесний президент — Палатний Артур Леонідович
- Почесний президент, Голова Наглядової ради — Христюк Дмитро Вікторович
- Генеральний секретар — Солдатенко Володимир Володимирович
- Перший віцепрезидент — Муратов Вахабжан Аделжанович
- Віцепрезидент з організаційних питань та взаємодії з органами державної влади та органами місцевого самоврядування — Велікін Олег Маркович
- Віцепрезидент з питань регіонального розвитку центрального регіону — Ільющенко Дмитро Володимирович
- Віцепрезидент з питань регіонального розвитку східного регіону — Бланк Антон Олександрович
- Віцепрезидент з питань розвитку дитячо-юнацького та молодіжного спорту — Смолка Михайло Михайлович
- Віцепрезидент з питань регіонального розвитку західного регіону — Гергелюк Ігор Іванович
- Віцепрезидент з питань регіонального розвитку південного регіону — Бродський Євген Олегович

Детальніше про федерацію змішаних єдиноборств ММА України на офіційному сайті

## Цікаве
- На Чемпіонаті України зі змішаних єдиноборств ММА 2019 почесними гостями були президент Всесвітньої Федерації (IMMAF) - Керріт Браун та відомий рефері UFC - Марк Годдард.
- У 2021 році за підсумками Кубку світу зі змішаних єдиноборств ММА у Празі, збірна України зі змішаних єдиноборств стала найкращою у світі. Загалом збірна України виборола 6 золотих, 7 срібних та 8 бронзових нагород і це найкращий результат серед усіх збірних, а це 21 країна. Молодіжна збірна виборола 4 золоті медалі, 5 срібних медалей, 3 бронзи та перше загально медальне місце серед всіх молодіжних збірних[1].

## Підсумки міжнародних змагань
| Турнір           | Вік                   | Місце проведення            | Рік  | Золото | Срібло | Бронза | Загальне місце |
| ---------------- | --------------------- | --------------------------- | ---- | ------ | ------ | ------ | -------------- |
| Чемпіонат світу  | діти, юнаки та юніори | Софія (Болгарія)            | 2021 | 17     | 18     | 17     | 1 місце        |
| Кубок світу      | молодь                | Прага (Чехія)               | 2021 | 4      | 5      | 3      | 1 місце        |
| Кубок світу      | дорослі               | Прага (Чехія)               | 2021 | 2      | 2      | 5      | 3 місце        |
| Чемпіонат світу  | молодь                | Абу-Дабі (ОАЕ)              | 2021 | -      | 3      | 1      | 4 місце        |
| Чемпіонат світу  | дорослі               | Абу-Дабі (ОАЕ)              | 2021 | -      | -      | 1      | 9 місце        |
| Чемпіонат світу  | діти, юнаки та юніори | Абу-Дабі (ОАЕ)              | 2022 | 8      | 14     | 10     | 1 місце        |
| Чемпіонат Європи | молодь                | Ліньяно-Сабб’ядоро (Італія) | 2022 | 5      | -      | 4      | 1 місце        |
| Чемпіонат Європи | дорослі               | Ліньяно-Сабб’ядоро (Італія) | 2022 | 3      | 5      | 2      | 1 місце        |
| Чемпіонат світу  | молодь                | Белград (Сербія)            | 2022 | 3      | -      | 1      | 3 місце        |
| Чемпіонат світу  | дорослі               | Белград (Сербія)            | 2022 | 1      | 1      | 1      | 4 місце        |
| Чемпіонат світу  | діти (12-13 років)    | Абу-Дабі (ОАЕ)              | 2023 | 4      | 6      | 9      | 1 місце        |
| Чемпіонат світу  | юнаки (14-15 років)   | Абу-Дабі (ОАЕ)              | 2023 | 3      | 6      | 4      | 1 місце        |
| Чемпіонат світу  | юніори (16-17 років)  | Абу-Дабі (ОАЕ)              | 2023 | 4      | 4      | 4      | 1 місце        |
| Чемпіонат світу  | молодь                | Тирана (Албанія)            | 2023 | 3      | 2      | 5      | 1 місце        |
| Чемпіонат світу  | дорослі               | Тирана (Албанія)            | 2023 | -      | 1      | 1      | 11 місце       |